# Elektrane na plimu i oseku
Energija plime i oseke spada u oblik hidro-energije koja gibanje mora uzrokovano mjesečevim mjenama ili padom i porastom razine mora koristi za transformaciju u električnu energiju i druge oblike energije. Za sad još nema većih komercijalnih dosega na eksploataciji te energije, ali potencijal nije mali. Energija plime i oseke ima potencijal za stvarnje električne energije u određenim dijelovima svijeta, odnosno tamo gdje su morske mijene izrazito naglašene. Morske mijene su predvidljivije od energije vjetra i solarne energije. Taj način proizvodnje električne energije ne može pokriti svjetske potrebe, ali može dati veliki doprinos u obnovljivim izvorima. Razlika u visini plime i oseke varira između (4.5-12.5 m) ovisno o geografskoj lokaciji. Npr. amplitude plime i oseke u Jadranskom moru su 1 m, a na Atlantskom, Tihom i Indijskom oceanu prosječno 6–8 m. Na pojedinim mjestima obale u zapadnoj Francuskoj i u jugozapadnom dijelu Velike Britanije amplituda dostiže i više od 12m. Na zapadnoeuropskoj atlantskoj obali vremenski razmak između dvije plime iznosi 12 sati i 25 minuta, a na obalama Indokine nastaje samo jedna plima u 24 sata. Za ekonomičnu proizvodnju je potrebna minimalna visina od 7 m. Procjenjuje se da na svijetu postoji oko 40 lokacija pogodnih za instalaciju plimnih elektrana.
Činilo se da nema budućnosti za elektrane na plimu/oseku, međutim mnoga aktualna tehnološka uznapredovanja i poboljšanja, kako u konstruktivnu smislu tako i u tehnološkom aspektu vezano za turbine, učinila su raspoloživost snage plime/oseke puno većom, a ekonomski i ekološki troškovi su spušteni na kompetitivnu razinu. 

## Podjela
S obzirom na izbor tehnologije, postoje dvije glavne podjele elektrana na plimu i oseku. Prva kategorija koristi razliku hidrostatskog potencijala između bazena i mora, dok druga kategorija koristi kinetičku energiju gibajuće vode slično kao kod vjetroelektrana.

### Konvencionalne
Brane s dvosmjernim propuštanjem vode (turbine kroz koje voda može strujati kako u jednom tako i u drugom, suprotnom smjeru)
Tehnologija koja se koristi za konverziju je jako slična tehnologiji koja se koristi u konvencionalnim hidroelektranama. Brana sprječava ulaz vode u bazen sve do trenutka nastajanja visinske razlike između razina otvorenog mora i one u bazenu. Nakon toga dopušta se da voda iz mora kroz turbine struji u bazen. Osim plimnog potencijala nužna je brana koja osigurava razliku hidrostatskog potencijala između stvorenog bazena i mora.
Kako je izrada brana skupa, idealna mjesta su što zatvorenije uvale, fjordovi ili ušća rijeka, čime se štedi na duljini pregrada. Na pogodnim mjestima u brani se ugrađuju turbinj koje se puštaju u pogon kada se postigne prikladna razlika hidrostatskog potencijala. Električna energija se može proizvoditi kada voda teče u i iz bazena. Periodičnost je uvjetovana Zemljinom rotacijom ostvarujući dvije plime i oseke dnevno. Proizvodnja električne energije je karakteristična po maksimalnoj proizvodnji svakih 12h sa stajanjem u polovici tog razdoblja kada je visina vode s obje strane brane jednaka.

#### Princip rada po etapama
U prvoj etapi pogona zatvara se zapornica i voda u bazenu ostaje na određenoj koti, a razina mora otpada. Kada razina mora postane toliko niska da postoji dovoljna razlika kota (odnosno dovoljan pad) pa se tako potencijalna energija vode nagomilane u bazenu pretvara u mehaničku, a ova u električnu energiju, sve dok razlika pada omogućava rad turbine. Turbina se zaustavlja kada se postigne minimalni pad, ali se bazen nakon toga dalje prazni (etapa 3) kroz zapornicu, da bi se u njemu postigla što niža razina, kako bi se ostvario što veći pad za etapu pogona u obrnutom smjeru. Kad se izjednače-razine u bazenu i moru počinje crpljenje vode iz bazena u more (etapa 4) da bi se što više snizila razina vode u bazenu. Kada se postigne kota koja odgovara nižoj koti mora, obustavlja se rad crpki, pa bazen ostaje na konstantnoj razini (etapa 5) sve dok plima ne postigne takvu razliku razina kod koje će turbina moći raditi u obrnutm smjeru. Nakon toga stavlja se turbina u pogon koristići vodu iz mora prema bazenu (etapa 6) sve dok se ne postigne minimalan pad kod kojeg turbina može raditi. Zatim se turbina obustavlja, otvara se zapornica da bi se dalje punio akumulacijski bazen (etapa 7).

#### Prednosti i nedostaci
Prednost konvencionalnih elektrana je jeftina, čista i obnovljiva energija. Glavni nedostaci u povećanju upotrebe elektrana ovog tipa su veliki troškovi izgradnje, malo pogodnih lokacija za izgradnju, velik utjecaj na okoliš (uzrokuje migracije riba itd.). Veliki kapitalni troškovi ovakvih elektrana s dugim vremenom izgradnje do 10 godina čine cijenu struje vrlo osjetljivom na diskontnu stopu. Osim što je dobro razvijena energija plime i oseke je trenutno komercijalno neatraktivna.

#### Primjeri konvencionalnih elektrana
| Plimna hidroelektrana | Snaga(MW)     | Država                 | Položaj                                         | U radu od | Bilješke    |
| --------------------- | ------------- | ---------------------- | ----------------------------------------------- | --------- | ----------- |
| Sihwa                 | 254           | Južna Koreja           | 37°18′47″N 126°36′46″E / 37.31306°N 126.61278°E | 2011.     | [ 1 ]       |
| La Rance              | 240           | Francuska              | 48°37′05″N 02°01′24″W / 48.61806°N 2.02333°W    | 1966      |             |
| Annapolis Royal       | 20            | Kanada                 | 44°45′07″N 65°30′40″W / 44.75194°N 65.51111°W   | 1984.     | [ 2 ]       |
| Jiangxia              | 3,2           | Kina                   | 28°20′34″N 121°14′25″E / 28.34278°N 121.24028°E | 1980.     | [ 3 ] [ 4 ] |
| Kislaja Guba          | 1,7           | Rusija                 | 69°22′37″N 33°04′33″E / 69.37694°N 33.07583°E   | 1968.     |             |
| Strangford Lough      | 1,2           | Ujedinjeno Kraljevstvo | 54°22′04″N 05°32′40″W / 54.36778°N 5.54444°W    | 2008.     |             |
| Uldolmok              | 1,5           | Južna Koreja           | 34°32′07″N 126°14′06″E / 34.53528°N 126.23500°E | 2009.     | [ 5 ]       |
| Incheon               | 818 ili 1 320 | Južna Koreja           | 37°29′48″N 126°20′32″E / 37.49667°N 126.34222°E | 2015.     | U gradnji   |

Najveća i najstarija elektrana ovog tipa je plimna hidroelektrana La Rance u Francuskoj na ušću istoimene rijeke, snage 240 MW, u upotrebi je od 1966. Obilježja elektrane La Rance:
- Alternator - sinkroni stroj;
- Uzbuda-statička;
- Nom.broj okretaja - 93,57 o/min;
- Maksimalno prekoračenje brzine - 260 o/min;
- Izlazni napon - 3,5 kV;
- Hlađenje - komprimiranim zrakom tlaka 2 bara

Plimna hidroelektrana Annapolis Royal je elektrana na plimu i oseku, koja se nalazi u pokrajini Nova Škotska, u Kanadi, snage 20 MW.

### Elektrane na morske struje
Radi na principu da koristi energiju morskih struja za pokretanja generatora. Radi na sličnom principu ako i vjetroelektrana. Kako je gustoća vode skoro 800 puta veća od gustoće zraka vrlo malo strujanje vodene mase proizvest će istu količinu energije kao i orkanski vjetrovi na kopnu. Model podvodnih hidroturbina primjenjiv je na bilo kojoj lokaciji na kojoj postoje stalne morske struje. Cijelo postrojenje se nalazi na morskom dnu te je nevidljivo zbog postavljanja na minimalnim dubinama od 50 m dok sustav ne predstavlja prepreku za normalnu plovidbu. Rotacija lopatica je spora te ne postoji opasnost od negativnog djelovanja na morske organizme. Osim toga, najveća brzina gibanja u moru je 2 do 3 m/s, te elektrana može 4 puta više proizvest električne energije po okretu rotora od klasične vjetroturbine.

#### Tipovi elektrane na morske struje
Ni jedna vrsta elektrana po svim parametrima najbolja. Svaka tvrtka je razvila svoju vrstu podvopdne elektrane. Neke su već provjerene pri rada no ni jedna još nije ušla u komercijalnu upotrebu kroz duži vremenski period.
Dva su projekta financirana od European Commission's energy programme:
Turbine s vodoravnom osi
Sličan koncept kao i klasične vjetroturbine, samo što rade u području ispod razine površine mora. Postoje različiti prototipovi trenutno u uporabi od kojih su:  AR-1000, turbina snage 1 MW razvijeno od Atlantis Resources Corporation koje su uspješno postavili na EMEC-ovo postrojenje tijekom ljeta 2011 godine. Serija AR za komercijalne svrhe je napravljena za postavljanje u ocean. AR turbina se sastoji od jednog rotora na kojem su postavljene lopatice s određenim nagibom. AR turbina se rotira koliko je potrebno svakom promjenom morske mjene. To se događa u periodu između morskih mjena. Kvalsund elektrane južnije od Hammerfesta, Norveška. Iako je još prototip elektrane kapaciteta 300 MW su priključene mreži 2003 godine.
Turbine s kružnim protokom
Tu vrstu turbine je izumio Georges Darreius 1923. godine i patentirao 1929 godine .Prednost je što se može postaviti vodoravno i okomito. Gorlova turbina je vrsta Darreiusove turbine kojoj su lopatice postavljene spiralno. Ta se vrsta turbina ,postavlja duž obale Južne Koreje u velikim razmjerima poćevši od elektrane snage 1MW koja je postavljena 2009.  godine do elektrane snage 90 MW koja je postavljena 2013. godine. U travnju 2008 Ocean Renewable Power Company je uspješno završio testiranje njihovog turbinsko-generatorskog prototipa (TGU) u Cobscook Bay i Western Passage plimne stanice blizu Eastport, Maine. Većina TGU jedinice napravljena je OCGen tehnologijom i koristi napredni dizajn turbine s kružnim protokom za pokretanje permanetnog magneta u generatoru koji je povezan istom osovinom.
Turbine s povećanim protokom
Postavljajući cijev oko propelera turbine u obliku difuzora moguće je dobiti veću snagu turbine. To je uobičajeni način za povećanje protoka kroz turbinu, te je svejedno tradi li se od turbine s vodoravnom osi ili turbine s križnim protokom. Australska kompanija Tidal Energy Pty Ltd poduzela je uspješna ispitivanja turbina prilikom priključenja na mrežu u Gold Coast, Queensland.  Kompanija Tidal Energy je započela primjenu njihovih turbina za komercijalne svrhe u sjevernoj Australiji gdje su zabilježeni najveći protoci. Njihove dvije male turbine će osigurati 3,5 MW.
Oscilirajuće naprave
One ne koriste rotirajuće uređaje nego dijelove aerotijela koje gura snagom vode. Tijekom 2003. godine 150 kW oscilirajučih naprava marke Stingray je testirano duž škotske obale. Stingry koristi krila hidrodinamičkog oblika za stvaranje oscilacija koje se pretvaraju u hidrauličku snagu. Ta snaga se koristi za pokretanje hidrauličnog motora koji potom pokreće generator. Prototipovi snage 2 kW oslanjajući se na snagu koja se proizvodi putem hidrodinamičkih krila razvijeno je od Laval University te testirano u Qubecu.
Venturijev efekt
Koristi se za ubrzavanje vode kroz turbinu. Može se postaviti vodoravno ili okomito. Taj tip uređaja je testiran u San Francisco zaljevu.

#### Kvalsundski kanal
U rujnu 2003., Hammerfest Strom je razvio i proizveo podvodnu turbinu koju je potom postavio u Kvalsundski kanal. Ta elektrana je namijenjena za obskrbu obližnjeg grada Hammerfesta električnom energijom. Proizvodi električnu energiju snage 300 kW, dovoljno da obskrbljuje 35 Norveških domova. Ukupnih procjenjeni troškvi su  $11 milijuna dolara. Brzina struje u kanalu iznosi 2,5 m/s (najviša brzina periodičke prirode). Ako taj projekt bude uspješan Hammerfest Strom ima u planu izgraditi dodatnih 20 turbina u tom istom području a svaka pojedina turbina će proizvoditi 700 kw minimalno. Izgledom je vrlo slična avionskom propeleru.  Hammerfestove turbine imaju podesive lopatice polumjera 10 m pri čemu se ugrađuje na dubinu od 50 m i postolje s tri držača visine 20 metara i usidrene su na morskom dnu. Ukupna masa svakog uređaja je 20 tona. Brzina okretaja će biti 7 o/min te će ih riblje vrste lako moći zaobići. Pretpostavlja se da nemaju negativan utjecaj na migraciju riba upravo zbog spore vrtnje lopatica, ustvari smatra se da će se čak povećati riblji fond u blizini elektrana jer one služu kao umjetni grebeni gdje će se razviti alge i ostali organizmi kojima se ribe hrane. Velika dubina omogućava nesmetan prolazak brodova iznad turbine. Postoji objektivni problem održavanja zbog potrebe obavljanja svih poslova pod vodom.

#### SeaGen-Sjeverni Devon i Strangford Lough
Elektrana koju je razvila tvrtka SeaGen je postavljena uz obale Lynmoutha, Sjeverni Devon, Engleska. Položaj ove pilot elektrane na struje plime i oseke je 1,5 km od obale Lynmoutha. Projektirana je za proizvodnju 300 kW električne energije pomoću rotora duljine 11 m s 20 okretaja u minuti. Mali broj okretaja ne ugožava populaciju riba. Uređaj je konstruiran da se može izvaditi iz vode tako da se popravci mogu obavljati na suhom.  Seagenov generator teži 300 tona i pogoni se putem zupčanika slično kao vjetroelektrana ili hidroturbina. Njihove lopatice mogu mijenjati nagib za 180 stupnjeva te su operativne u oba smjera prilikom plime ili oseke. SeaGen ju je izradio u Belfast's Harland and Wolff's shipyards. Seagen ima licenciju kroz vrijeme od 5 godina tijekom kojeg će motriti utjecaj na okoliš.
Najveća elektrana na svijetu postavljena je u Strangford Lough u Sjevernoj Irskoj 2008. gdje prolaze brze morske struje. Ta SeaGen-ova elektrana ima dva rotora i sposobna je proizvoditi 6 milijuna kwh godišnje dovoljno za obskrbu 1275 kućanstava. Prilikom puštanja u rad softver je otkrio problem na jednoj od turbina. Lijeva turbina radila je polovinom snage još od jeseni 2008. Taj je problem uklonjen i MCI je potvrdio da se to neće ponoviti. Puna snaga je ponovno uspostavljena 18 Dec 2008.

## Utjecaj na okoliš
Položaj brane u estuariju ima značajan utjecaj na vodu koja se nalazi unutar bazena i na cijeli ekosustav.
Zbog smanjenja prozirnosti dolazi do poboljšavanja uvjeta za razvoj fitoplanktona nakon čega se narušava hranidbeni lanac, a time i ekosistem. Kao rezultat izmjene male količine vode s morem, prosječna vrijednost saliniteta unutar bazena pada. Postavljanje brane rezultira akumulacijom segmenata na unutrašnjoj strani što može otežati rad brane. Što se tiče životinjskog svijeta, ribe mogu bez opasnosti prolaziti preko brane ali na taj način ostaju zarobljene unutar nje. Zbog toga postaju primorane proći kroz turbinu pri čemu dio njih stradava. Postoje metode kao što su turbine s otvorenim centralnim dijelom koji umanjuje taj problem dopuštajući ribama da prođu kroz otvoreni dio.

## Zaključak
Energija dobivena iz plime i oseke ima dugoročnu budućnost, posebice u vrijeme koje dolazi i koje prijeti nestašicom fosilnih goriva, jedna od alternativa će bit i ovaj oblik dobivene energije.
Studije EU-a o plimnom potencijalu su ustanovile 106 Europskih lokacija s jakim morskim strujama i procijenile da mogu osigurati 48 TWh struje /godišnje (equivalentno 12500 MW instalirane snage ) u električnu mrežu Europe. Tehnički RD&D programi trebaju biti razvijeni da bi se cijena eksploatacije mogla pouzdano odrediti. (Najveći broj RD&D programa na polju iskorištavanja energije valova, plime i oseka te morskih struja trenutačno provodi V. Britanija stvaranjem subvencioniranog okruženja za njihov razvoj iz razloga potrebe osiguranja 10 % obnovljive energije svakog proizvođača električne energije u zemlji.) Ciljana godina za anticipaciju energije mora u sustavima energetske opskrbe je procijenjena ili i predviđena od EU-a između 2010. i 2020. godine.

## Vanjske poveznice
- Institut Hrvoje Požar - Obnovljivi izvori energije[neaktivna poveznica]
- Portal Moja Energija - Škola energetike  Arhivirana inačica izvorne stranice od 14. listopada 2008. (Wayback Machine)
- University of Strathclyde ESRU -- Summary of tidal and marine current generators
- Osnove energetike